# Клюге, Гюнтер фон
Гю́нтер "Ганс" Адольф Фердинанд фон Клю́ге (нем. Günther "Hans" Adolf Ferdinand von Kluge; родился 30 октября 1882 года, Позен, Германская империя, ныне Познань, Польша — погиб 19 августа 1944 года, около Клермон-ан-Аргон, Франция оккупирована национал-социалистической Германией) — германский военачальник, генерал-фельдмаршал (1940). С 18 декабря 1941 года был командующим группой армий «Центр». Со 2 июля 1944 года фон Клюге — командующий Западным фронтом (командующий группы армий «Д»). Вскоре после провала заговора против Гитлера покончил с собой, а по другой версии — арестован и убит с инсценировкой самоубийства.

## Биография
Гюнтер фон Клюге родился 30 октября 1882 года в Позене (Германская империя).

### Начало карьеры
Сын генерал-майора, возведённого в дворянство (по отцу) в 1913 году. В 1899 году вступил в 46-й артиллерийский полк фанен-юнкером (кандидат в офицеры), в марте 1901 года произведён в лейтенанты, был однополчанином Вильгельма Кейтеля. В 1911 году окончил Военную академию, в марте 1912 года переведён в Генеральный штаб.

### Первая мировая война
2 августа 1914 года произведён в капитаны, направлен служить в штаб 21-го армейского корпуса. Затем служил в штабе Южной армии и в штабе Альпийского корпуса. С весны 1918 года — начальник оперативного отдела штаба 236-й пехотной дивизии. В октябре 1918 года получил тяжёлое ранение под Верденом.
Награждён Железными крестами обоих классов, ещё четырьмя германскими и двумя австрийскими орденами.

### Между мировыми войнами
После войны продолжил службу в Рейхсвере. В 1921—1923 годах — в штабе 3-й пехотной дивизии. В апреле 1923 года произведён в майоры. С 1923 года служил на штабных должностях в военном министерстве. С 1926 года — командир 5-го батальона 3-го артиллерийского полка, с февраля 1929 года — начальник штаба 1-й кавалерийской дивизии (Франкфурт-на-Одере). В феврале 1930 года произведён в полковники. С марта 1930 года — командир 2-го артиллерийского полка (Штеттин). С октября 1931 года — начальник артиллерии 3-го военного округа (Берлин). В феврале 1933 года получил звание генерал-майор. С октября 1933 года — инспектор войск связи сухопутных войск. В апреле 1934 года произведён в генерал-лейтенанты.
С октября 1934 года командир 6-й дивизии и командующий 6-м военным округом (Мюнстер). С апреля 1935 года — командующий 6-м армейским корпусом и 6-м военным округом. В августе 1936 года получил звание генерал артиллерии. С ноября 1938 года — командующий 6-й группой войск (Ганновер). С 26 августа 1939 года — командующий 4-й армией.

### Вторая мировая война

#### Польша
В начале Второй мировой войны командовал 4-й армией, за 3 дня перерезал Польский коридор. За Польскую кампанию был награждён планками к Железным крестам (повторное награждение) и Рыцарским крестом (№ 1). В октябре 1939 года произведён в генерал-полковники.

#### Франция
Во время Французской кампании 4-я армия действовала на правом фланге группы армий «А». После Французской кампании, в июле 1940 года, Клюге получил звание генерал-фельдмаршала.

#### СССР
Во время вторжения в СССР 4-я армия в составе группы армий «Центр» наступала западнее и северо-западнее Бреста. 26 июня 1941 года Гитлер, вопреки мнению командующего группой «Центр» Федора фон Бока приказал Клюге передать командование пехотными дивизиями штабу 2-й армии, а самому возглавить действия 2-й и 3-й танковых групп, что привело к трениям с командующими этими танковыми группами Гудерианом и Готом. Оба танковых командира полагали, что фон Клюге распоряжался танковыми силами неумело, что позволило некоторой части советских войск избежать окружения во время битвы за Смоленск. Командующий 2-й танковой группой Гудериан часто игнорировал приказы Клюге, что привело к значительным личным трениям, вплоть до того, что эти два военачальника собирались драться на дуэли. В начале августа Клюге вновь перевели командующим полевой армией.
В сентябре Клюге выступал против начала наступления на Москву, понимая, что войска не готовы к зимней кампании. Во время самого наступления продвигался вперёд столь медленно и неохотно, что вызвал нарекания командующего 4-й танковой группой Эриха Гёпнера, на которого легла основная тяжесть наступления.
После начала советского контрнаступления под Москвой Гитлер 18 декабря 1941 года отстранил фон Бока от командования группой армий «Центр» и назначил на его место Клюге. Став командующим, Клюге в ультимативной форме потребовал отстранения от командования Гудериана, мотивируя своё требование тем, что во время советского наступления последний без колебаний оставлял неудобные позиции, в то время, как пехота Клюге держалась до последнего. В конечном итоге Гитлер встал на сторону Клюге.
В 1942 году основные события на Восточном фронте происходили на юге. В это время войска группы армий «Центр» вели бои большей частью оборонительного характера. Наибольшими удачами Клюге в этот период был разгром кавалерийского корпуса генерала Белова (20 тыс. человек) под Кировом и 39-й армии (40 тыс. человек) в районе города Белый. Под его руководством группой армий «Центр» также были отбиты крупномасштабные попытки советского наступления под Ржевом и Белёвом (см. Вторая Ржевско-Сычёвская операция). Зимой 1942—1943 года его войска в целом успешно противостояли ожесточённым попыткам советских войск прорвать их оборону и потеряли лишь Великие Луки (см. Малоархангельская операция, Севская операция, Жиздринская операция, Великолукская операция). 18 января 1943 года награждён Дубовыми Листьями к Рыцарскому кресту.
В штабе группы армий «Центр» действовала группа заговорщиков во главе с генералом Хеннингом фон Тресковым, однако сам Клюге активного участия в заговоре не принимал.
Клюге был противником проведения операции «Цитадель» на Курской дуге: в результате командование в ней было передано Вальтеру Моделю, и после её провала в июле 1943 года Клюге избежал нареканий. 15 июля 1943 года советские войска прорвали фронт Клюге у Орла и заставили его начать отступление к Днепру. В конце августа — начале сентября войска советского Центрального фронта под командованием К. К. Рокоссовского нанесли тяжёлое поражение войскам Клюге в ходе Черниговско-Припятской операции.
12 октября 1943 года Клюге попал в автомобильную катастрофу на шоссе Орша — Минск, получил тяжёлые травмы и был отправлен для лечения в Германию.
29 октября 1943 года награждён Мечами (№ 40) к Рыцарскому кресту с Дубовыми Листьями. По состоянию здоровья заменён на посту командующего группой армий генерал-фельдмаршалом Эрнстом Бушем и переведён в резерв.

#### Западный фронт
2 июля 1944 года Клюге сменил генерал-фельдмаршала Герда фон Рундштедта на посту командующего Западным фронтом (командующего группы армий «Д»).
В 1944 году, проведя инспекцию войск, Клюге пришёл к выводу о невозможности противостоять будущему наступлению союзников и вступил в контакт с группой заговорщиков, планировавших убийство Гитлера. После провала Июльского заговора 1944 года послал Гитлеру верноподданническое послание.
24 июля 1944 года союзники приступили к проведению операции «Кобра». Клюге доложил Гитлеру, что единственный возможный выход он видит в отводе войск за Сену, но фюрер не хотел и слышать об этом. Он приказал фельдмаршалу собрать все имевшиеся в Нормандии силы и сбросить противника в Ла-Манш. Клюге понимал, что этот приказ приведёт 7-ю армию к окружению, и предлагал вывести значительное количество войск и техники. Но даже после того, как кольцо окружения сомкнулось в районе Фалеза, одна танковая дивизия смогла пробить дорогу, по которой в течение шести часов немецкие войска выходили из окружения.

## Смерть
18 августа 1944 года Гитлер снял Клюге с должности и приказал ему немедленно вернуться в Германию. Фельдмаршал сдал дела Вальтеру Моделю, предварительно отправив Гитлеру письмо, в котором объяснял причины своих неудач и в последний раз попытался открыть ему глаза на происходящее. Тем временем арестованный гестапо подполковник Цезарь фон Хофакер выдал Клюге. Его отставка была вызвана и этим обстоятельством. По дороге в Мец фон Клюге отравился цианистым калием.
По другой версии, основанной на утверждениях группенфюрера СС Юргена Штропа, руководившего в тот период оберабшнитом «Рейн-Вестмарк», фон Клюге был арестован им по подозрению, в том числе, в проведении переговоров с представителями Великобритании и перевезён в Домбаль-сюр-Мёрт в Лотарингии. Следствие проводилось под личным надзором Генриха Гиммлера. 19 августа 1944 года Штроп предложил фон Клюге совершить самоубийство (застрелиться или принять яд), чтобы избежать публичного процесса, но получил категорический отказ. Затем фон Клюге написал письмо Адольфу Гитлеру, после чего был убит из пистолета в голову с инсценировкой самоубийства, а Штроп по указанию Гиммлера составил рапорт о самоубийстве перед вылетом из Франции к Гитлеру.

## Награды
- Железный крест (1914) 2-го и 1-го класса (Королевство Пруссия)
- Королевский орден Дома Гогенцоллернов рыцарский крест с мечами (Королевство Пруссия)
- Орден «За военные заслуги» 4-го класса с мечами (Королевство Бавария)
- Крест «За военные заслуги» (Мекленбург)[нем.] 2-го класса (Великое герцогство Мекленбург-Шверин)
- Нагрудный знак «За ранение» (1918) чёрный (Германская империя)
- Орден Железной короны 3-го класса с воинским отличием (Австро-Венгрия)
- Крест «За военные заслуги» 3-го класса с воинским отличием (Австро-Венгрия)
- Почётный крест Первой мировой войны 1914/1918 с мечами (1934)
- Медаль «В память 13 марта 1938 года»
- Медаль «В память 1 октября 1938 года»
- Пряжка к Железному кресту 2-го класса (5 сентября 1939)
- Пряжка к Железному кресту 1-го класса (17 сентября 1939)
- Медаль «За зимнюю кампанию на Востоке 1941/42»
- Рыцарский крест Железного креста с дубовыми листьями и мечами
  - рыцарский крест (30 сентября 1939)
  - дубовые листья (№ 181) (18 января 1943)
  - мечи (№ 40) (29 октября 1943)
- Упоминание в Вермахтберихт (7 августа 1941, 18 октября 1941, 19 октября 1941, 3 сентября 1943)

## Киновоплощения
В киноэпопее «Освобождение» роль Клюге сыграл немецкий актёр Ханньо Хассе.
В телевизионном фильме «Роммель» (Германия, Франция, Австрия , 2012) роль Клюге исполнил актёр Томас Тиме.